# Сорокин, Александр Юрьевич
Александр Юрьевич Сорокин (род. 5 июля 1994) — российский хоккеист, защитник. Чемпион зимней Универсиады 2019 года.

## Биография
Воспитанник тольятинской «Лады», начинал играть за «Ладу-2» в первой лиге (2008/09) и «Ладью» в МХЛ (2010/11 — 2013/14). После сезона 2014/15, проведённого в клубе ВХЛ «Липецк», был на просмотре в новокузнецком «Металлурге», но стал играть за «Нефтяник» Альметьевск. 20 октября 2017 года подписал контракт с «Нефтехимиком». Провёл семь матчей в КХЛ и пять — в ВХЛ за «Молот-Прикамье». 13 февраля 2018 года продлил договор на один сезон, но начал сезон 2018/19 в «Нефтянике». В сезоне 2022/23 выступал за «Сокол» Красноярск, а в сезоне 2023/24 был игроком команды чемпионата Казахстана «Хумо» Ташкент. 15 мая 2024 года подписал контракт с ХК «Динамо-Алтай», вернувшись в ВХЛ.
Обладатель Кубка Братины в составе «Нефтяника» (2016).
Победитель хоккейного турнира Универсиады 2019.
Серебряный призер чемпионата ВХЛ в составе «Сокола».